# Pigpile
Albums de Big Black
Songs About Fucking
(1987)
Pigpile est un album live de Big Black enregistré au cours de la dernière tournée du groupe, au Hammersmith Clarendon Concert Hall de Londres.
Publié cinq ans après la dissolution du groupe, au moment de l'acquisition par Touch & Go Records des droits de ses enregistrements, il peut d'une certaine manière être considéré comme une sorte de compilation posthume.
Il existe également une vidéo intitulée Pigpile, elle aussi enregistrée au Royaume-Uni ; une édition limitée proposait le disque, la vidéo, un tee shirt ainsi qu'un simple inédit du groupe.

## Pistes
1. Fists of Love – 4:14
2. L Dopa – 1:49
3. Passing Complexion – 3:06
4. Dead Billy – 5:12
5. Cables – 3:18
6. Bad Penny – 3:03
7. Pavement Saw – 2:56
8. Kerosene – 6:38
9. Steelworker – 4:52
10. Pigeon Kill – 2:24
11. Fish Fry – 1:55
12. Jordan, Minnesota – 7:05

## Crédits
- Big Black – Performance
- Steve Albini – Inlay Notes
- Cheryl Graham – Album Artwork